# اجتثاث الشيوعية في أوكرانيا

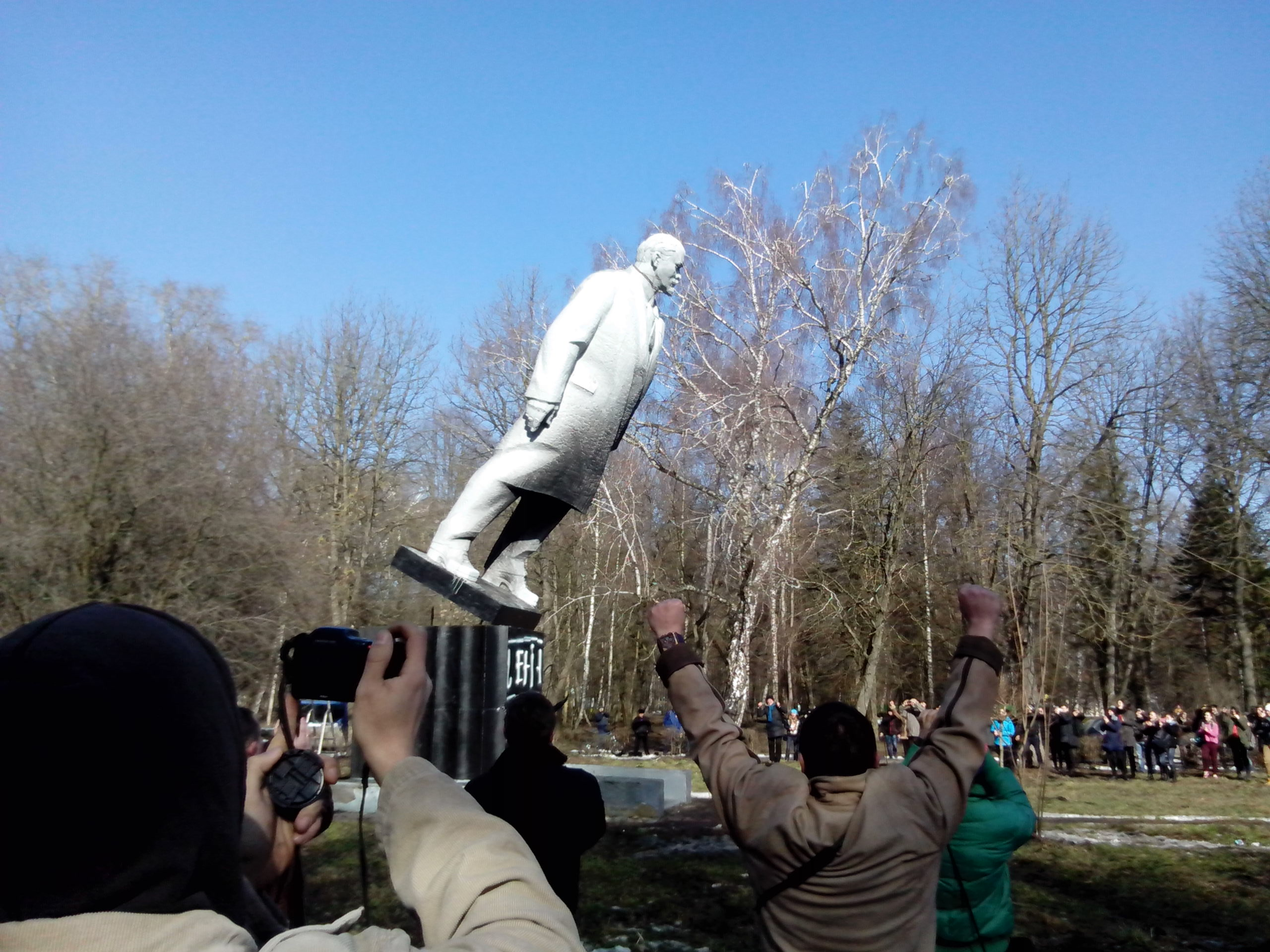
نصب تذكاري للينين في وقت السقوط. خملنيتسكي، حديقة تشيكمان للثقافة والترفيه.

اجتثاث الشيوعية في أوكرانيا عملية بدأت بعد انهيار الاتحاد السوفيتي. تم إضفاء الطابع الرسمي عليها في أبريل 2015، عندما وافقت الحكومة الأوكرانية على قوانين تحظر الرموز الشيوعية.
في 15 مايو 2015 وقع رئيس أوكرانيا بيترو بوروشينكو مجموعة من القوانين التي بدأت فترة ستة أشهر لإزالة الآثار الشيوعية (باستثناء آثار الحرب العالمية الثانية) وإعادة تسمية الأماكن العامة التي سميت على اسم مواضيع ذات صلة بالشيوعية. في ذلك الوقت كان هذا يعني أنه تم تعيين 22 مدينة و44 قرية يتوجب حصولها على اسم جديد. حتى 21 نوفمبر 2015 كانت الحكومات البلدية لديها سلطة تنفيذ ذلك، إذا فشلت في القيام بذلك كان أمام السلطات المحلية حتى 21 مايو 2016 تغيير الأسماء المحددة بتغييرها. إذا احتفظت التسوية باسمها القديم بعد هذا التاريخ فسيكون لمجلس الوزراء الأوكراني سلطة تعيين اسم جديد للتسوية. في عام 2016 تمت إعادة تسمية 51.493 شارعًا و987 مدينة وقرية، وتمت إزالة 1.320 نصب تذكاري للينين و1.069 نصب تذكاري لشخصيات شيوعية أخرى.
يعاقب انتهاك القانون باحتمال حظر وسائل الإعلام والسجن لمدة خمس سنوات.
في 24 يوليو 2015 جردت وزارة الداخلية الأوكرانية كل من الحزب الشيوعي الأوكراني والحزب الشيوعي الأوكراني الجديد والحزب الشيوعي للعمال والفلاحين من حقهم في المشاركة في الانتخابات وصرحت بأنها تواصل إجراءات المحكمة التي بدأت في يوليو 2014 لإنهاء تسجيل الأحزاب الشيوعية في أوكرانيا. بحلول 16 ديسمبر 2015 تم حظر هذه الأحزاب الثلاثة في أوكرانيا، ومع ذلك استأنف الحزب الشيوعي الأوكراني الحظر، وهذا يعني أن قرار المحكمة بحظر الحزب لم يدخل حيز التنفيذ. قانون إلغاء الاتحاد الصادر في أبريل 2015 يحتوي على قاعدة تسمح لوزارة العدل بمنع الحزب الشيوعي من المشاركة في الانتخابات.

## النقد
في 18 مايو 2015 أعربت منظمة الأمن والتعاون في أوروبا عن قلقها من أن القوانين يمكن أن تؤثر سلبًا على حرية الصحافة في أوكرانيا. كما أعربت منظمة الأمن والتعاون في أوروبا عن أسفها لما اعتبرته عدم وجود فرصة للمجتمع المدني للمشاركة في المناقشات العامة حول القوانين.
ذكرت مجموعة حماية حقوق الإنسان في خاركيف في مايو 2015 أن القوانين «أحدها تجرم فعليًا التعبير العام عن الآراء التي يتبناها العديد من الأوكرانيين».
زعم المشرعون الروس في أبريل 2015 أنه من «السخرية» وضع رموز شيوعية ونازية على قدم المساواة، كما أدان المتمردون المؤيدون لروسيا في الحرب في دونباس وهي منطقة في شرق أوكرانيا القانون الجديد. صرح رئيس المتمردين في جمهورية دونيتسك الشعبية ألكسندر زاخارتشينكو في أواخر فبراير 2016 أنه عند إعادة تسمية المدن «ستعود تحت سلطتنا القضائية»، سيتم إعادة تسميتها إلى اسمها الذي تم إلغاء توحيده مسبقًا.

## النتيجة
منذ 16 ديسمبر 2015 تم حظر ثلاثة أحزاب شيوعية في أوكرانيا وهي: الحزب الشيوعي الأوكراني والحزب الشيوعي الأوكراني المتجدد، والحزب الشيوعي للعمال والفلاحين. وكان الحزب الشيوعي الأوكراني الحزب الوحيد الذي طعن في هذا الحظر. نتج عن ذلك أن قرار المحكمة بحظر الحزب الشيوعي الأوكراني ولم يدخل حيز التنفيذ. ومع ذلك فإن قانون إلغاء الاتحاد الصادر في أبريل 2015 يتضمن قاعدة تسمح لوزارة العدل بمنع الحزب الشيوعي من المشاركة في الانتخابات.
كان لأوكرانيا 5.500 نصب تذكاري للينين في عام 1991، وانخفضت إلى 1.300 بحلول ديسمبر 2015. تمت إزالة أو تدمير أكثر من 700 نصب تذكاري للينين من فبراير 2014 حتى ديسمبر 2015. في 16 يناير 2017 أعلن المعهد الأوكراني للذكرى الوطنية أنه تم تفكيك 1.320 نصبًا تذكاريًا للينين أثناء فك النظام.
في 16 يناير 2017 صرح المعهد الأوكراني للذكرى الوطنية أنه تم إعادة تسمية 51.493 شارعًا وساحة و«مرافق أخرى» بسبب إلغاء الاتحاد. بحلول يونيو 2016 تمت إعادة تسمية 19 رايون و27 منطقة حضرية و29 مدينة و48 مستوطنة حضرية و119 مستوطنة ريفية و711 قرية. تمت إعادة تسمية رابع أكبر مدينة من دنيبروبتروفسك إلى دنيبرو. في ثاني أكبر مدينة في أوكرانيا خاركيف تمت إعادة تسمية أكثر من 200 شارع و5 مناطق إدارية و4 حدائق ومحطة مترو واحدة في أوائل فبراير 2016. في عام 2016 تمت إعادة تسمية 51.493 شارعًا و987 مدينة وقرية، وتمت إعادة تسمية 25 رايونات وإزالة 1.320 نصبًا تذكاريًا للينين و1.069 نصب تذكاري لشخصيات شيوعية أخرى. في بعض القرى أعيد تشكيل تماثيل لينين لتصبح «شخصيات تاريخية غير شيوعية» لتوفير المال. من أبرز الأمثلة على ذلك نصب لينين التذكاري في أوديسا والذي أعيد تشكيله في النصب التذكاري لدارث فيدر.
في فبراير 2019 ذكرت صحيفة الغارديان أن تمثالين للينين في المنطقة المحظورة تشيرنوبيل هما التمثالان الوحيدان المتبقيان للينين في أوكرانيا، إذا لم يتم الأخذ بعين الاعتبار الأراضي المحتلة في أوكرانيا. في يناير 2021 حدد «راديو أوروبا الحرة راديو ليبرتي» ثلاثة تماثيل لينين متبقية في ثلاث قرى صغيرة تسيطر عليها أوكرانيا.
في يناير 2021 كان لا يزال هناك 24 شارعًا أوكرانيًا يُسَمَّى على اسم رائد الفضاء السابق فالنتينا تيريشكوفا 6 منها في أجزاء من أوكرانيا لا تخضع لسيطرة الحكومة، وفقًا لقوانين إلغاء الاتحاد لعام 2015 كان ينبغي إعادة تسميتها. تم هدم آخر تمثال لينين في أوكرانيا باستثناء الأراضي التي ضمتها روسيا حاليًا أو احتلها الانفصاليون في ستاري ترواني إسماعيل رايون في أوديسا أوبلاست في 27 يناير 2021
في مايو 2015 صرح رئيس بولندا برونيسلاف كوموروفسكي أن عقوبة مناقشة دور المنظمات القومية الأوكرانية منظمة القوميين الأوكرانيين جيش التمرد الأوكراني سيكون ضارًا بالعلاقات البولندية الأوكرانية. في 18 ديسمبر 2015 صرحت لجنة البندقية أن قوانين فك الاتحاد الأوكراني لا تمتثل للمعايير التشريعية الأوروبية. كان ينتقد بشكل خاص حظر الأحزاب الشيوعية.